# Gighera
Gighera – wieś w Rumunii, w okręgu Dolj, w gminie Gighera. W 2011 roku liczyła 1260 mieszkańców.